# 세르히오 피톨
세르히오 피톨(Sergio Pitol Deméneghi, 1933년 3월 18일 ~ 2018년 4월 12일)은 멕시코의 작가, 번역가, 외교관이다.

## 생애
1933년 멕시코 베라크루스 주에서 태어났다. 멕시코 국립대학에서 법학을 공부한 뒤 1966년부터 외교관 생활을 하며 단편 소설과 장편 소설을 썼다. 1988년 멕시코에 다시 정착할 때까지 20여 년을 주로 동구권 국가에서 생활했다. 피톨의 첫 작품은 1959년에 출판된 단편 소설집 ≪닫힌 시간≫이었지만, 진정한 의미에서 작가로 활동을 시작한 것은 1971년이었다. 대표작으로는 결혼 삼부작 ≪사랑의 행진≫, ≪신성한 백조 길들이기≫, ≪배우자의 삶≫과, 단편집 ≪메피스토의 왈츠≫와 수필집 ≪푸가의 기술≫을 들 수 있다. 그의 작품에는 라틴아메리카 서사 체계를 특징짓는 마술적 사실주의가 면면히 흐르고 있다. 2005년 스페인어권의 노벨 문학상이라고 할 수 있는 세르반테스 문학상을 수상한 사실은 그에 대한 평가와 인기를 잘 보여 준다. 현재 멕시코 베라크루스 지역에서 작품 활동에 몰두하고 있다.